# Casa della Stampa Libera
La Casa della Stampa Libera (in romeno: Casa Presei Libere) è un palazzo di Bucarest, sito nel quartiere Băneasa. Storica sede del quotidiano Scînteia durante il regime socialista (da cui deriva anche il nome di Casa Scânteii o Scînteii), la struttura ha detenuto il record di edificio più alto della città fino al 2007.
Dopo la rivoluzione romena del 1989 è stato adibito a sede di uffici di aziende nel settore editoriale (tra cui la casa editrice Humanitas, la tipografia Coresi e l'emittente radiotelevisiva nazionale TVR) e di uffici governativi.

## Storia
L'edificio fu progettato dall'architetto Horia Maicu, che si ispirò all'architettura stalinista moscovita ed in particolare all'Università Lomonosov e all'Hotel Leningrado, per ospitare la sede dei principali organi di stampa nazionale, tra cui il quotidiano ufficiale del Partito Comunista Rumeno Scînteia, noto anche come Scânteia. I lavori di sbancamento e per le fondamenta iniziarono nel 1950, con la demolizione dell'ippodromo di Băneasa, mentre l'inizio vero e proprio dei lavori fu l'8 maggio 1951, in corrispondenza col 30º anniversario del Partito Comunista Rumeno; i lavori, che impiegarono circa 5000 operai, terminarono nel 1957.

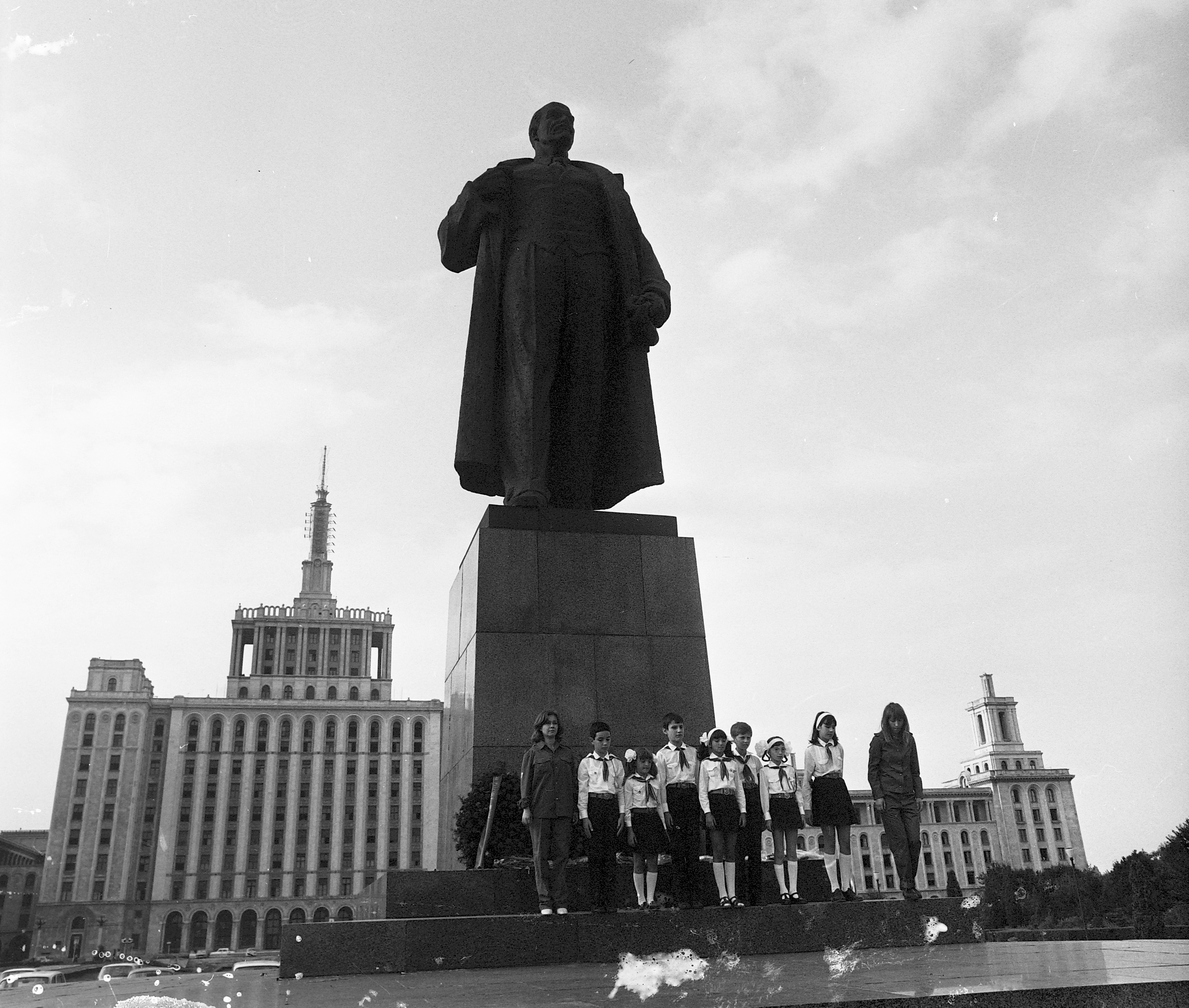
La statua di Lenin, opera di Boris Caragea, inaugurata nel 1960 di fronte al palazzo e poi smantellata dopo la rivoluzione romena del 1989.

Nel 1960, in concomitanza col 90º anniversario dalla nascita di Lenin, lo scultore Boris Caragea ha realizzato una statua colossale posta nella piazza antistante. Dopo la caduta del regime comunista nel 1989 il complesso assunse il nome di Casa della Stampa Libera, ospitando numerosi organi di stampa rivoluzionari, e la statua di Lenin è stata smantellata. Nel corso degli anni successivi gran parte dell'edificio è stato abbandonato.
Di fronte all'edificio nel 2016 è stata inaugurata la statua Aripi, opera dello scultore Mihai Buculei.